# Riccardo Morandi
Pour les articles homonymes, voir Morandi.
Riccardo Morandi, né le 1er septembre 1902 à Rome et mort le 25 décembre 1989 dans la même ville, est un ingénieur civil italien reconnu pour son utilisation du béton armé.
Parmi ses œuvres les plus connues : le pont du Général-Rafael-Urdaneta sur le lac Maracaibo, long de 8 km et regroupant sept ponts à haubans avec des piliers inhabituels, le pont Morandi à Gênes — victime d'un effondrement le 14 août 2018 — et la salle d'exposition automobile à Turin.

## Biographie
Après l'obtention de son diplôme en 1927, Morandi a acquis une expérience en Calabre en travaillant le béton armé endommagé dans les zones de tremblement de terre. À son retour à Rome dans le but d'ouvrir son propre bureau, il a continué son exploration technique du béton armé précontraint et s'est lancé dans la conception d'une série de nouvelles structures et des ponts. De ses nombreuses œuvres ultérieures on remarquera son travail sur l'aéroport de Rome-Fiumicino, en 1970 et le pont Pumarejo à Barranquilla, en Colombie, en 1972.
Morandi a également été nommé professeur de conception de pont à l'université de Florence et à l'université de Rome.

## Œuvres
Quelques autres œuvres clés :

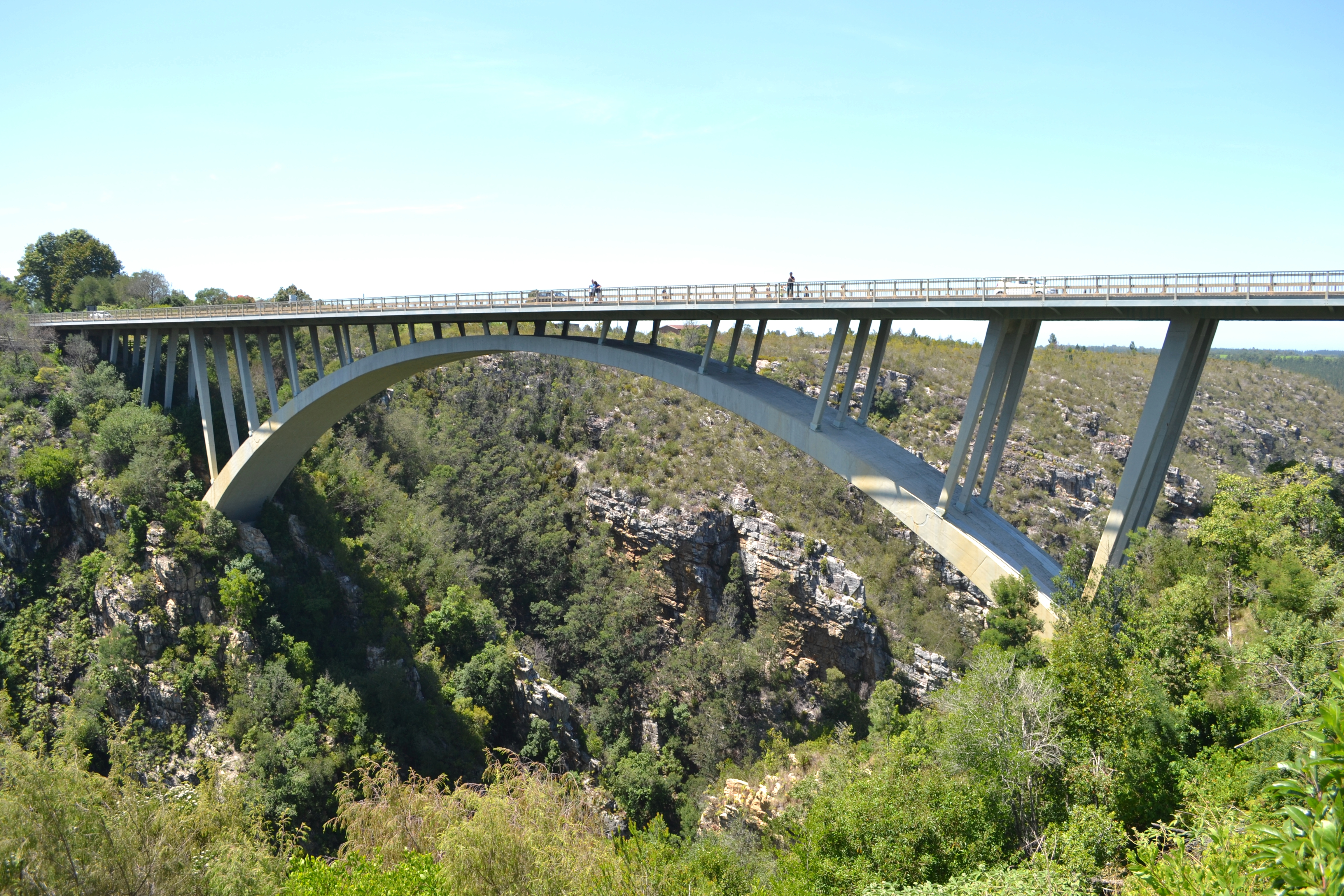
Pont Paul-Sauer (pont de la Storm's River, entre Port Elizabeth et Le Cap, en Afrique du Sud).

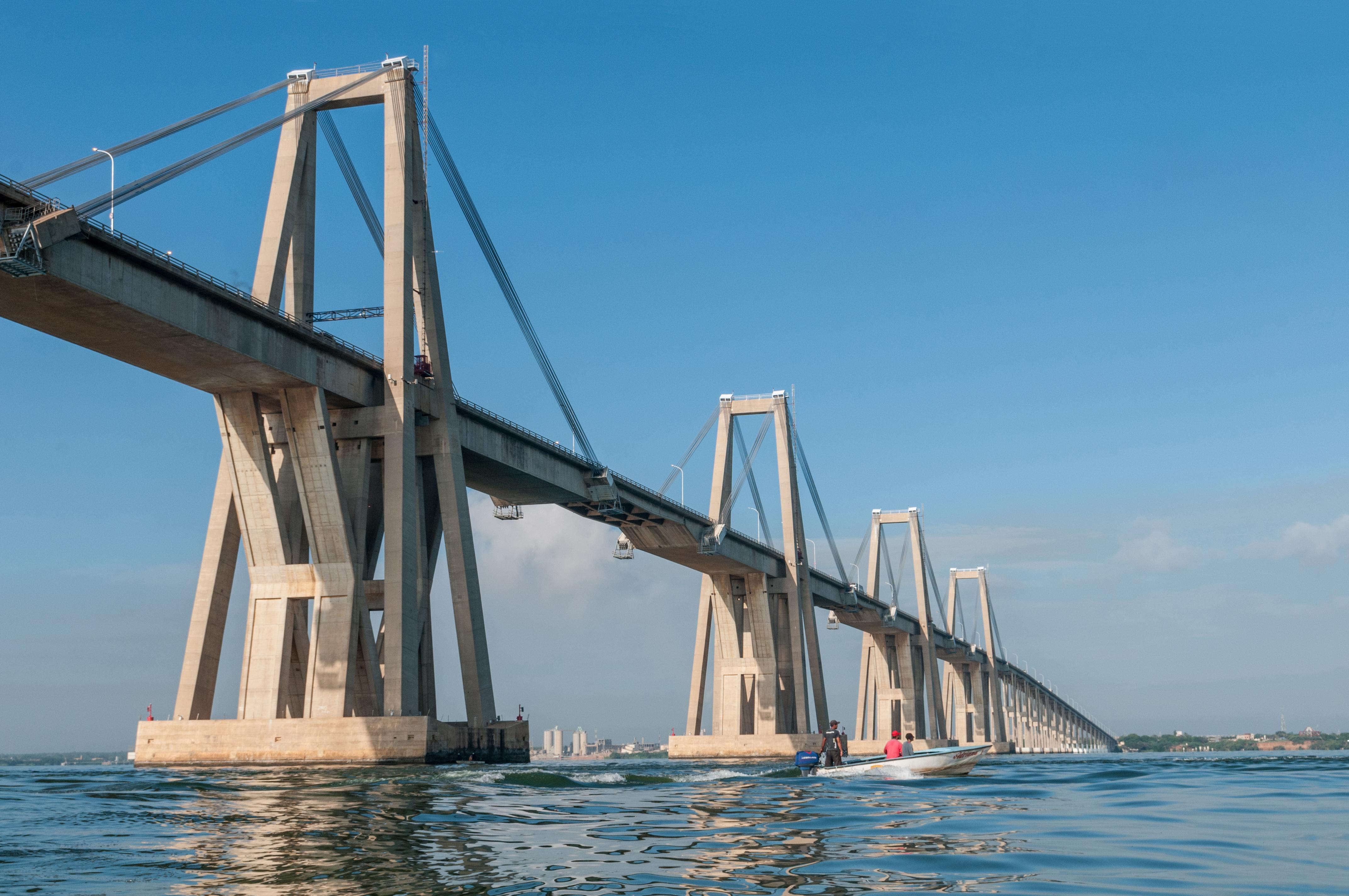
Pont du Général-Rafael-Urdaneta (lac Maracaibo, Venezuela).

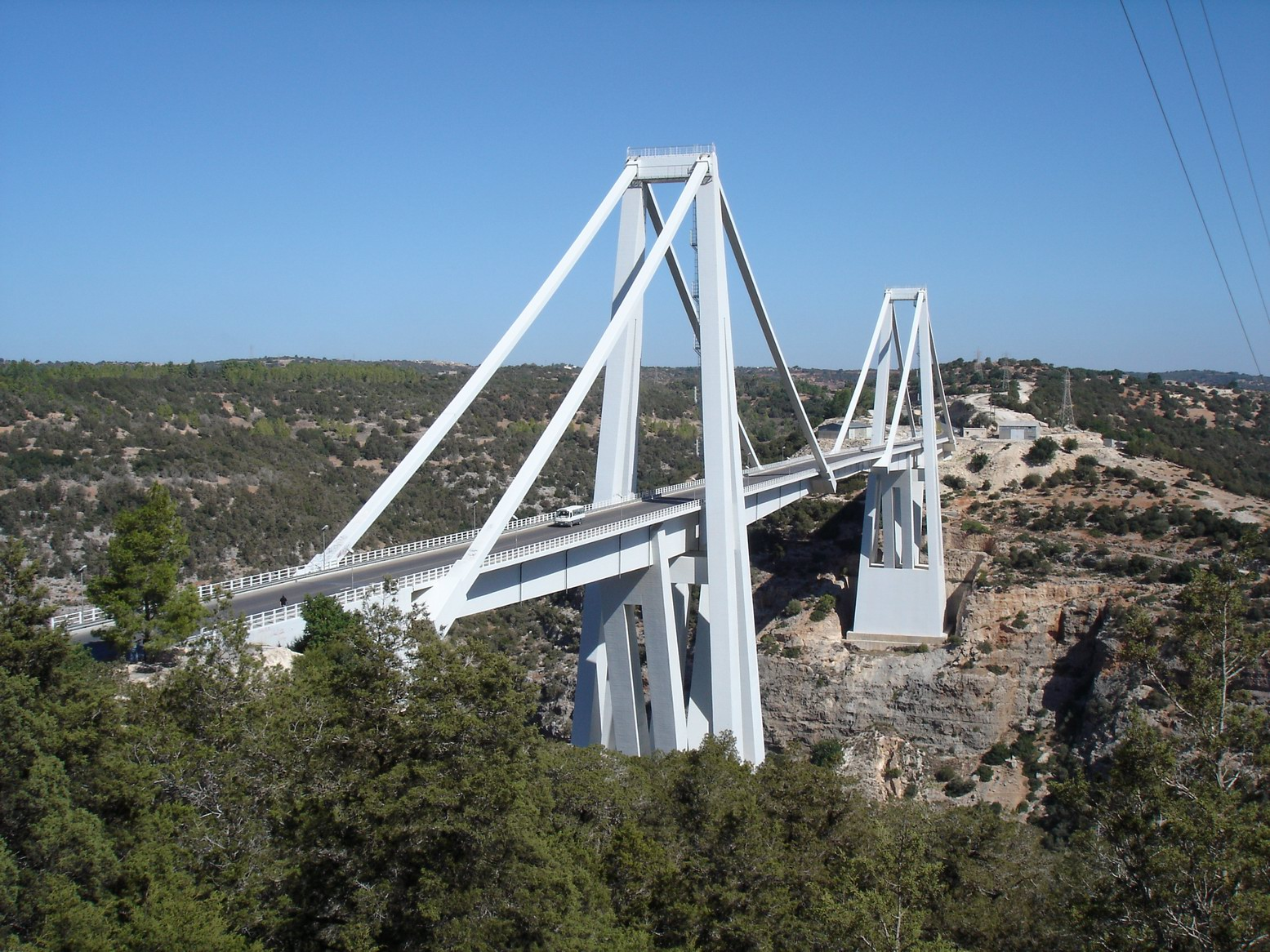
Pont du Wadi al-Kuf, en Libye.

- Ponte Morandi, en Toscane, Italie, 1953-1955 ;
- Pont Paul-Sauer (en) (pont de la Storm's River), Afrique du Sud, 1954-1956 ;
- Pont Amerigo-Vespucci, Florence, Italie, 1957 ;
- Pont Bisantis, Catanzaro, Italie, 1960 ;
- Pont de Kinnaird (de), Colombie-Britannique, Canada, 1960 ;
- Pont du Général-Rafael-Urdaneta sur le lac Maracaibo, Venezuela, 1962. Le 6 avril 1964, une partie du pont s'effondre après qu'un pétrolier a percuté deux des piliers en V qui supportait les tabliers d’approche[1]. L'ouvrage a été rouvert à la circulation 8 mois et 6 jours plus tard ;
- Pont Morandi (viaduc du Polcevera), Gênes, Italie, 1963-1967, quatre travées à haubans (280 m au maximum), même modèle que le pont du Général-Rafael-Urdaneta[2]. Une portion d'environ 200 m s'écroule le 14 août 2018[3], causant la mort de 43 personnes[4] ;
- Basilique-sanctuaire Madonna delle Lacrime (Syracuse), commencée en 1966 ;
- Ponte Morandi, Viadotto Morandi sur la Rome-Fiumicino[5] ;
- Viaduc d'Akragas, Agrigente, Italie (Sicile) ; 1970, fermé depuis 2016 à cause des risques d'effondrement et pour des travaux de consolidation[6] ;
- Viaduc de Favazzina, Scilla en Calabre ; 1965-1966, pont à poutres autoroutier de l'autoroute A2 détruit en juillet 2015 à la suite de la construction d'un nouveau pont à haubans[7] ;
- Pont du Wadi al-Kuf, Libye, 1971, trois travées à haubans ; fermé en 2017 après la découverte de probables fissures[8] ;
- Pont Carpineto, Potenza, Italie, 1973, deux ponts parallèles de trois travées à haubans chacun ;
- Pont Pumarejo, sur le Río Magdalena, Colombie, 1974 ;
- Viaduc Costa Viola, Scilla en Calabre ; 1970-1972, pont en poutre-caisson autoroutier de l'autoroute A2 détruit en juillet 2015 à la suite d'un changement du tracé de l'autoroute[9];
- Pont Costanzo, Raguse, Italie ; 1984, le plus haut pont routier de Sicile[10].

Les ponts à haubans de Morandi sont caractérisés par un usage limité des haubans, souvent seulement au nombre de deux par portée, et par l'utilisation du béton précontraint plutôt que de câbles d'acier traditionnels. Bien que ces ponts soient impressionnants, ils sont moins économiques que les ponts avec haubans multiples et ont eu peu d'influence sur leurs utilisations par d'autres ingénieurs.